# JLS
JLS (kort for Jack the Lad Swing) var et britisk boyband, der deltog i det britiske X Factor i 2008, hvor de endte på en andenplads, efter Alexandra Burke. Medlemmerne i gruppen var Aston Merrygold, Marvin Humes, Jonathan "JB" Gill og Oritsé Williams.
Efter deres deltagelse i X Factor skrev de pladekontrakt med Epic Records. Deres debut single "Beat Again" nåede #1 på den engelske single hitliste den 19 juli 2009, og deres anden single "Everybody in love", som blev udgivet den 2 november 2009, toppede også den engelske single hitliste. Gruppens album kom ud 9 november 2009 og er siden gået tredobbelt platin, albummet solgte over en million eksemplarer i England.
JLS vandt, ved 2010 BRIT Awards, prisen for British breaktrough og British Single ("Beat Again"), og blev de første X Factor deltagere nogensinde, der vandt en BRIT Award.
Den 23. april 2013 annoncerede de på deres hjemmeside, at en sidste turne og et greatest hits album. Deres sidste optræden som band var ved sidste koncert af deres Goodbye Tour den 22. december 2013.

## Diskografi

### Singler
| 2009                 | "Beat Again"                                   | 1 | 1 | 3  | 6  | JLS                |
| 2009                 | Everybody in Love"                             | 1 | 1 | 2  | 4  | JLS                |
| 2010                 | "One Shot"                                     | 6 | — | 11 | 21 | JLS                |
| 2010                 | The Club Is Alive"                             | 1 | 1 | 4  | 8  | Outta This World   |
| 2010                 | Love You More"                                 | 1 | - | 12 | 7  | Outta This World   |
| 2011                 | Eyes Wide Shut feat Tinie Tempah               | 8 | 3 | 8  | -  | Outta This World   |
| 2011                 | She Makes Me Wanna feat Dev                    | 1 | 1 | 2  | 9  | Jukebox            |
| Som featuring artist |                                                |   |   |    |    |                    |
| 2008                 | "Hero" (med med X Factor UK finalisterne 2008) | 1 | — | 1  | 8  | ikke-album singler |
| 2010                 | "Everybody Hurts" (med Helping Haiti)          | 1 | — | 1  | —  | ikke-album singler |